# Mesquita de Hassan II
La mesquita de Hassan II (àrab: مسجد الحسن الثاني, masjid al-Ḥasan aṯ-Ṯānī) és a la ciutat de Casablanca  al Marroc, a la vora de l'Oceà Atlàntic.
És un conjunt cultural una sala d'oracions, una sala de minarets, sales d'ablució, hammams, una madrassa, una esplanada, una mediateca, una acadèmia d'arts tradicionals i un museu. Té una capacitat total de 120.000 persones (25.000 a la mesquita i la resta a l'esplanada) i cobreix unes nou hectàrees. El rei Hassan II va triar la vora de l'oceà a Casablanca com a lloc de construcció perquè volia que la capital econòmica del país tingués un edifici emblemàtic.
Va ser dissenyat per l'arquitecte francès Michel Pinseau. L'obra va mobilitzar uns 35.000 treballadors i artesans que hi van dedicar 50 milions d'hores de treball. Pinseau es va inspirar en les formes de les mesquites tradicionals amb minaret en forma de far del nord d'Àfrica. Amb arcs polilobulats, capitells i mocàrabs i sostres molt acolorits, l'espai interior reflecteix les tradicions de l'art marroquí. Té algunes proeses tecnològiques com ara un gran sostre que es pot obrir, per unir, simbòlicament el cel, la terra i el mar. Com que és en una zona amb risc de terratrèmol, la protecció antisísmica va comportar un cost suplementari. A la vora de l'oceà, també era menester protegir tot el conjunt contra la força erosiva de la marea i de les onades.
El minaret d'una alçada de 200 m té uns làsers que es poden veure des de kilòmetres lluny. Va ser la més alta del món fins que Algèria va batre el seu rival el 2019 amb el minaret de la Gran Mesquita d'Alger que ateny 265 m. És la quarta mesquita més gran, després de l'Gran Mesquita de la Meca, la de Medina i la d'Alger. La primera pedra es va posar el 12 de juliol de 1986 i es va inaugurar el 30 d'agost de 1993.
Presentat com una ofrena del poble al seu rei, la construcció es va pagar per subscripció pública. Quan no hi van entrar prou donacions voluontàries, s'hi van afegir donacions obligatòries, que eren directament deduïdes del sou, com un impost més. El 1988, l'estat francès ha atorgat un préstec de 180 milions de francs (± 32 milions d'euros de 2025) La constructora francesa Bouygues va signar un contracte de 350 milions de francs (85,4 milions d'euros de 2025) per a l'obra estructural. No se n'esperava un gran marge de benefici, però va permetre a l'empresa obtenir el contracte de l'aeroport d'Agadir, aquest sí més avantatjós.